# Hanna (film)
Hanna è un film del 2011, diretto da Joe Wright, interpretato da Saoirse Ronan, Eric Bana e Cate Blanchett.

## Trama
Hanna è una ragazza che vive col padre, Erik, in completo isolamento in una zona boscosa. Il padre, ex agente della CIA, l'ha addestrata per farla diventare un abile combattente, insegnandole il combattimento corpo a corpo e a sparare. Erik, che ha disertato il servizio, conosce cose che non possono essere divulgate e Marissa Wiegler, un alto funzionario della CIA, vuole eliminarlo.
Erik ha addestrato Hanna per prepararla ad uccidere Marissa. Quando la ritiene pronta ad affrontare i loro nemici, le consegna un radiofaro che segnalerà alla CIA la loro posizione. Avverte Hanna che uno scontro con Marissa sarà fatale per l'una o per l'altra, e lascia a lei la decisione di attivare il segnale. Quando Hanna lo fa, Erik parte, dandole appuntamento a Berlino.
Hanna viene catturata dalle forze speciali e portata in un complesso segreto della CIA. Quando chiede di Marissa, questa manda una sosia per interrogarla. Mentre parla con la controfigura, Hanna finge di piangere e la abbraccia istericamente, il che mette a disagio i suoi rapitori, che mandano le guardie a sedarla. Quando queste entrano nella cella, Hanna cessa la recita, uccide la sosia e alcune di esse e fugge, scoprendo di trovarsi in Marocco. Dopo aver incontrato una coppia in vacanza in camper con i figli, passa in Spagna nascosta nel loro veicolo, cercando di raggiungere Berlino.
Marissa assume Isaacs, un sadico ex agente, per catturare Hanna e, mentre altri agenti stanno cercando Erik, uccide a Berlino la nonna materna di Hanna, dopo un interrogatorio infruttuoso. Intanto Isaacs e i suoi uomini hanno scoperto dove si è diretta Hanna e la seguono, ma non riescono a bloccarla. A Berlino, Erik esce indenne da un agguato e tenta di uccidere Marissa, senza esito.
Arrivata all'appuntamento in un parco divertimenti abbandonato, Hanna incontra il custode, amico di Erik. Prima che suo padre arrivi, appaiono Marissa e Isaacs. Hanna scappa, ma non prima di aver sentito frammenti di conversazione che suggeriscono che Erik non sia il suo padre biologico.
Erik si incontra con Hanna nell'appartamento vuoto della nonna. Ammette di non essere il suo padre biologico. Spiega di aver reclutato donne incinte per un programma della CIA che comportava modifiche al DNA dei nascituri, per creare super soldati. Dopo che il progetto era stato chiuso, tutte le cavie erano state eliminate, ma lui era riuscito a salvare Hanna e, disgustato, aveva disertato nascondendosi e allevandola come se fosse stata sua.
Marissa e Isaacs arrivano; Erik li distoglie per consentire la fuga a Hanna. Riesce ad eliminare Isaacs, ma viene a sua volta ucciso da Marissa, che poi torna al luna park abbandonato, dove trova Hanna, che ha appena scoperto il custode torturato a morte.
Nello scontro finale, Marissa spara a Hanna che, a sua volta, la ferisce con una freccia. Marissa, barcollando, inciampa. Hanna le prende la pistola e la uccide.

## Distribuzione
Il film è stato distribuito nelle sale cinematografiche statunitensi l'8 aprile 2011, a cura della Focus Features. In Italia la pellicola è distribuita dalla Sony Pictures a partire dal 12 agosto 2011.

## Colonna sonora
Le musiche sono state composte dai Chemical Brothers. È la prima colonna sonora composta dal duo appositamente per un film.

## Adattamento televisivo
Dal film è stata tratta un'omonima serie televisiva.